# Göteborgs tidningar

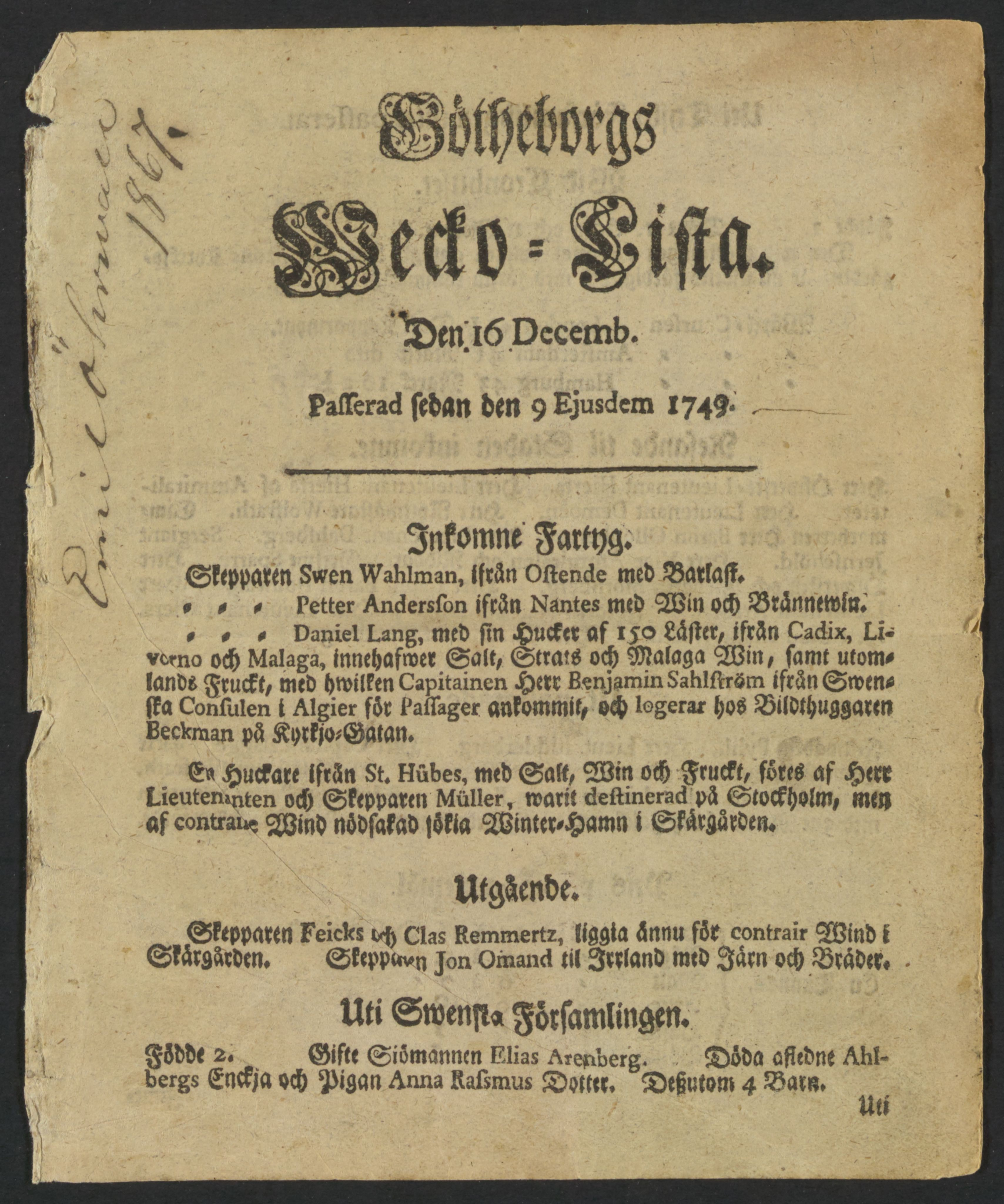
Ett nummer av Göteborgs första tidning, Götheborgs Weko-lista från 16 december 1749.

I Göteborg har det publicerats tidningar sedan 1749 då publikationen Götheborgs Weko-lista började ges ut. Den första moderna dagstidningen i Göteborg var Göteborgs Handels- och Sjöfartstidning som dominerade i Göteborg fram till 1930-talet då Göteborgsposten tog över. Trots ekonomisk kris och rejält förminskad redaktion under 2010-talet innehar GP än idag denna position i staden.

## 1700-talet
1749 initierade Johan Georg Lange, Jr. Götheborgs Weko-lista, Göteborgs första tidning, som gavs ut fram till och med 1757. 1759 grundades Götheborgska magasinet som under skiftande titlar först gavs ut av lektor Johan Rosén och under åren 1765–1766 av lektor Johan Gothenius.
Åren 1765–1766 fick Götheborgska magasinet konkurrens av Götheborgske Spionen, som gavs ut till och med 1773, men kanske främst av Götheborgska nyheter som gavs ut av boktryckaren Immanuel Smitt. Parallellt med detta tryckte Smitt även på sitt tryckeri tidningen Götheborgs Allehanda som kom ut första gången den 1 januari 1774. Från 1775 gavs den ut två gånger i veckan och från 1799, tills att den lades ned i februari 1843 bestod tidningen av fyra sidor som gavs ut tre gånger i veckan. Grundarna av Götheborgs Allehanda var Martin Georg Wallenstråle, rektor H. H. Rhodin och Johan Molin. Wallenstråle och Rhodin var endast utgivare av tidningen under dess första år, medan Molin fortsatte ett år till. Därefter övertog regementspastorn Fredrik Adolf Silvander som ansvarig utgivare fram till 1786 då tidningen började ges ut av boktryckare Samuel Norberg som var ansvarig utgivare fram till sin död 1843 då tidningen lades ned. Parallellt med detta tog boktryckare Norberg även över Götheborgska nyheter år 1782, bytte namn på tidningen 1793 till Götheborgs nyheter. Efter Norbergs död 1843 gavs denna tidning ut av Anders Weström fram till 1848.

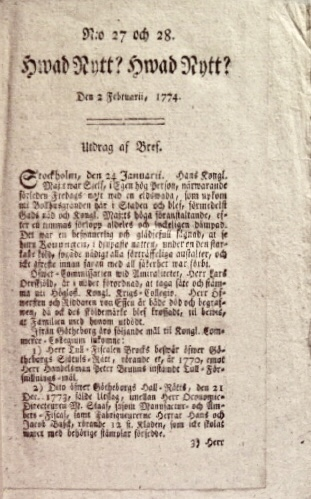
Hwad Nytt? Hwad Nytt?, 2 februari 1774.

Under åren 1772–1785 gavs Hwad nytt? Hwad nytt? ut, där bland annat Bengt Lidner publicerade sina första dikter. Fram till sin död 1773 gav tidigare nämnda lektor Rosén ut denna tidning, därefter hans sterbhus fram till 1775 och från 1776 Roséns änka Anna Rosén, född Hammar, vilket är Sverige första kända kvinnliga tidningsredaktör. I sammanhanget kan nämnas att boktryckare Immanuel Smitts dotter, Maria Christina Smitt övertog boktryckeriet vid hans död och drev tidningen Götheborgska nyheter från september 1781 till dess att hon gifte sig med Samuel Norberg, mindre än ett halvår senare, i mars 1782. Maria Christina dog året därpå, 38 år gammal.
Under de sista åren, 1781–1785, trycktes Hwad nytt? Hwad nytt? av Lars Wahlström som 1786 själv fick privilegier att ge ut en tidning. 1798 förnyades privilegiet men med villkoret att inga andra utländska nyheter fick publiceras i tidningen än de som förekom i Post Tidningen. Wahlströms tidning bar namnet Götheborgs Tidningar och han fortsatte att ge ut den fram till 1842.
Vid den här tiden var en tidning något ganska annorlunda från dagens tidningar. Nyheterna var få, och de lokala nyheterna ännu färre. Ett undantag från detta i Göteborgs tidiga tidningshistoria var när kung Gustav III besökte staden 1786 vilket utförligt beskrevs i flera lokala publikationer.
I slutet av 1700-talet gavs även ett antal mindre publikationer ut i Göteborg, som Den philosphiske storprataren, utgiven 1782-1783 av Lars Wahlström, och Göteborgs Stifts-Tidning som började sin utgivning 1789 och som ges ut än idag.

## 1800-talet

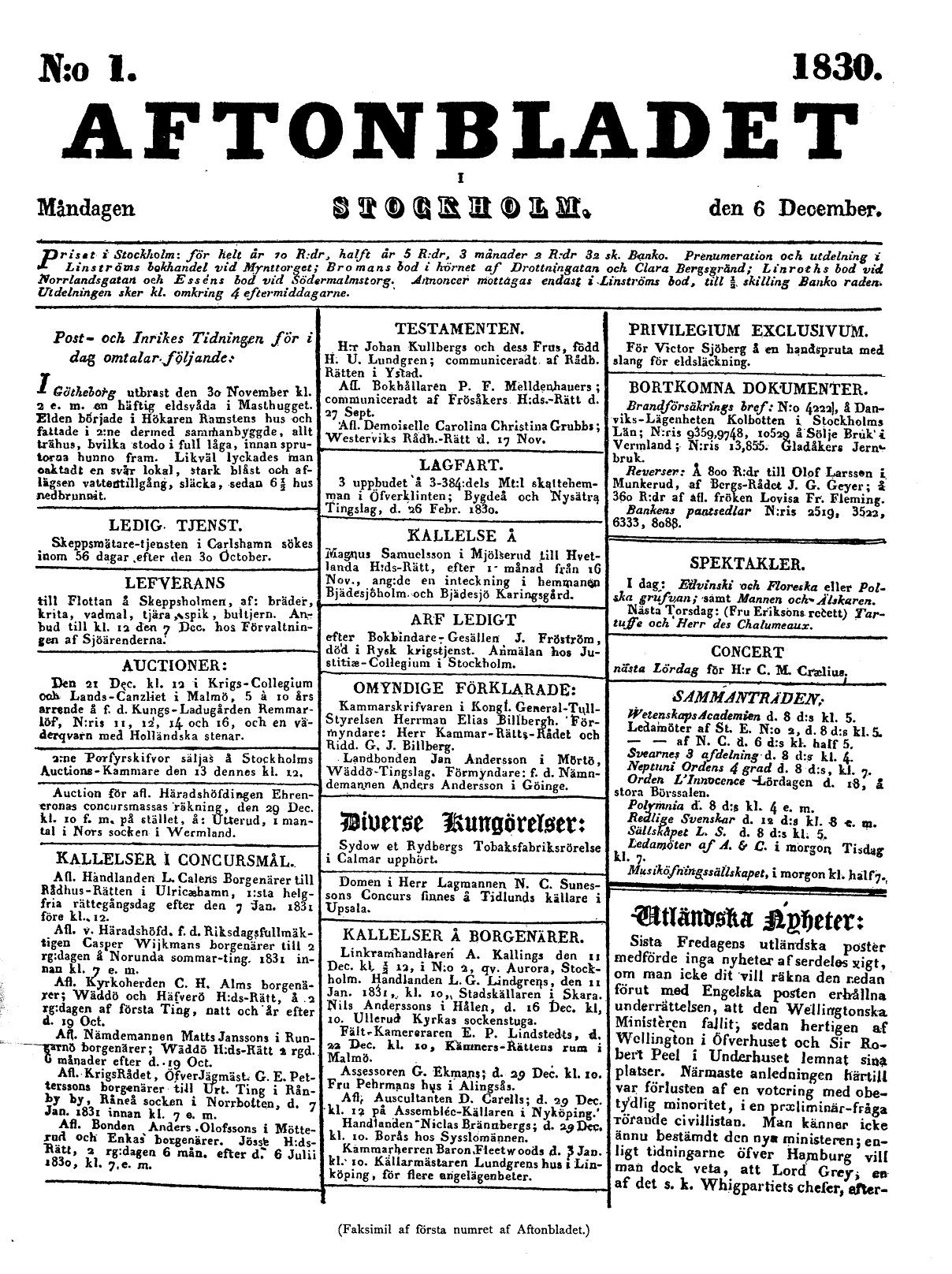
Aftonbladet, 1830

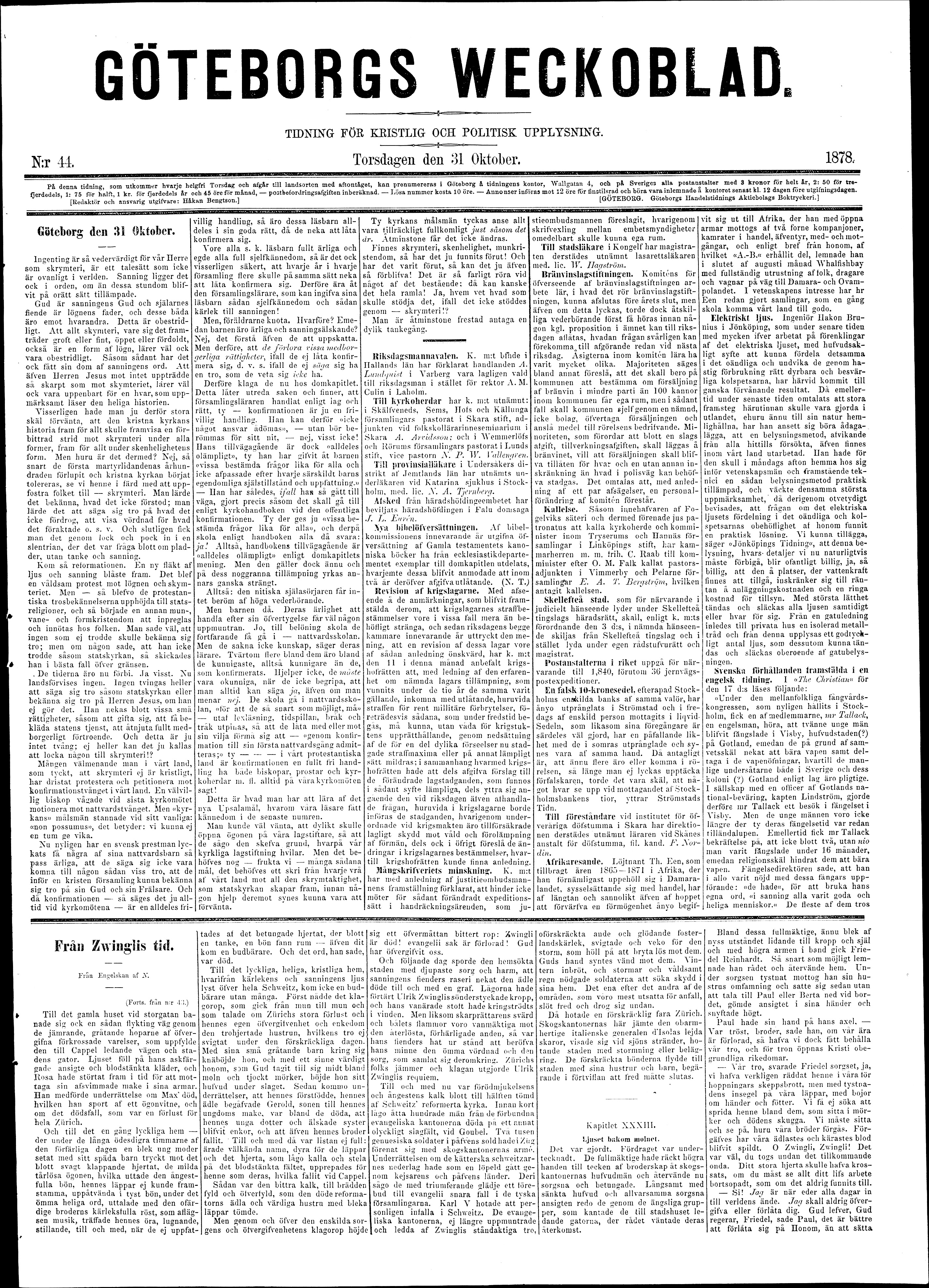
Göteborgs weckoblad 1878.

Åren 1811 började boktryckaren Georg Löwegren ge ut Aftonbladet. Redan 1809 hade Löwegren erhållit utgivningsbevis och givit ut ett provnummer av tidningen Götheborgs-Posten och 1813 erhöll han ett nytt utgivningsbevis för denna tidning. Då Löwegren 1816 flyttade till Stockholm, erhöll innehavaren av Adresskontoret G. M. Gillberg utgivningsbevis för både Aftonbladet och halvveckobladet Götheborgs-Posten. Under åren 1819–1824 hade han språkvetaren Johan Erik Rydqvist som medarbetare på Aftonbladet och under perioden 1819–1823 ingick enbladspublikationen Götheborgs Adresskontorstidning som en sorts bilaga till tidningen. Götheborgs-Posten upphörde i slutet av 1932 och Aftonbladet uppgick i början av 1833 i Götheborgs Stads Tidning och Dagliga Annonceblad.
Löwegren hade ansett att handel och sjöfart borde ägnas mer journalistisk uppmärksamhet, och fick av Hovkanslerämbetet den 18 mars 1818 utgivningsbevis för en tidning med namnet Götheborgs Handels- och Sjöfarts-Tidning. Tidningen kom ut, i oktavformat (16x14 centimeter), första gången den 2 januari 1819 - då som en slags bilaga till Götheborgs-Posten och innehöll skeppslistor, växelkurser och kungörelser. Publikationen kom ut två gånger i veckan - tisdagar och fredagar - under åren 1818–1819 med totalt 105 nummer år 1819. I slutet av 1819 meddelade tidningen att den tills vidare skulle upphöra "till följe av den närvarande, för dess föremål mindre gynnsamma konjunkturen". Löwegren lyckades inte lösa en ny finansiering av tidningen och 1828 gick utgivningsbeviset ut. 
1828–1838 utkom Götheborgs Dagblad, från år 1829 med konsul Charles Backman som redaktör. Denna publikation uppgick sedan i tidningen Göthen, som under flera olika benämningar, Göthen den andra, och så vidare, fram till 1843 och Göthen den sextonde, då den gick upp i publikationen Tidningen för Skandinavien samt senare övergick i Götheborgs åttonde Handels- och Sjöfartstidning.
Den 5 januari 1857 utgavs första numret av den göteborgska politiska satirtidningen Tomtebissen. Tidningen skapades och drevs av Victor Rydberg och Jonas Philipsson och tidskriftsprojektet varade året ut. En av tidningens medarbetare var Aron Jonason, som bland annat skapade tidningens vinjett.
Under 1800-talets andra hälft gavs det ut ett antal periodiska pressalster i Göteborg, varav flera kom att bli veckotidningar. Ett exempel var Förposten (1865—70), som blev Nya Förposten (1870—75), som åter blev Förposten (1875—1920) och slutligen fick namnet Nyaste Förposten (1875—91). En liknande publikation var Snällposten (1882—1899), under 1899–1900 benämnd Nyaste Snällposten.
1885 började Göteborgs Kvinnoförening att ge ut den radikala tidskriften Några blad. Tidskriften bytte snart namn till Framåt som gavs ut 1886–1889. Tidningens ansvarige utgivare och redaktör var Alma Åkermark och publikationen fungerade som ett diskussionsforum för ny litteratur och samhällsfrågor, främst med inriktning på kvinnofrågor, sexualpolitik, arbetar- och fredsfrågor, vegetarianism och yttrandefrihet. Skribenter och medarbetare som kan nämnas var  Ellen Key, Herman Bang, Eva Brag, Viktor Rydberg, Victoria Benedictsson, Georg Brandes och Ola Hansson.  
I slutet av 1800-talet dyker Folkets Röst upp, Göteborgs första arbetartidning. Bakom den stod agitatorn och korgmakaren John Kjellman och typografen Pehr Erikson. Tidningen, som bara gavs ut under de två åren 1887–1889 kallade sig en radikal folktidning och Erikson dömdes till ett års fängelse i två tryckfrihetsmål.

### Göteborgs Handels- och Sjöfarts-Tidning
Den 11 februari 1832 ansökte bokhållare Magnus (Måns) Prytz om utgivningsbevis för  Göteborgs Handels- och Sjöfartstidning men fick vänta till 28 mars samma år, innan detta beviljades. Under tiden lät han de första fjorton numren av tidningen följa med som bilaga till tidningen Götha Runor, startad 1831 av gymnasieadjunkten filosofie doktor Pehr David Lomberg. Götha Runor kom ut två dagar i veckan. Under titeln Bihang till Götha Runor startades denna nya variant av GHT den 22 mars 1832. Tidningen kom ut med fjorton nummer, innan nummer femton kunde tryckas med eget namn, lördagen den 7 april 1832. GHT var Göteborgs första mer moderna dagstidning och kom ut på två tvåspaltiga sidor, varje vardag. Liksom Götha Runor trycktes GHT på Abraham Ericssons boktryckeri vid Trätorget (nuvarande Kungstorget). Där även Magnus Prytz hade sin bostad, och där öppnade han sitt kombinerade redaktions-, annons- och prenumerationskontor.
Samma år som GHT kom ut gavs även månadstidningen Linnæa. Ett Bidrag till Konst, Vitterhet, Mode, Industri och Hushållning ut, vilket var den första tidskriften i Göteborg som specifikt riktade sig till kvinnor. Den gavs ut av Charles Backman från januari till december 1832.
Men GHT stötte på problem - både ekonomiska och politiska - då Prytz vid flera tillfällen kritiserade personer i ledande ställning eller tog politisk ståndpunkt i känsliga frågor. Från 1836 drogs utgivningsbeviset in vid flera tillfällen, vilket resulterade i att tidningen under kortare perioder ersattes av andra som Götha runor, Göthen etc, och dels oupphörigt bytte namn till Göteborgs nya, nyare, fjärde, femte, sjette, åttonde och så vidare Handels och Sjöfarts Tiding. Först den 1 december 1858 fick den sitt slutgiltiga namn och skrivning - Göteborgs Handels- och Sjöfarts-Tiding. 
I slutet av 1844 hade tidningen kopplat den flitiga skribenten Carl Magnus Ekbohrn till redaktionen och 1848 såldes tidningen till Johan Sandwall som redan drev Jönköpingsbladet. Pryts fortsatte att arbeta med tidningen som nu, genom Sandwall även knutit Viktor Rydberg till sig. På grund av ekonomiska bekymmer upphörde utgivningen i maj 1850, varför Pryts då istället började ge ut den åttonde vilket höll på att bli en konkurrent med nya GHT som startades när Sandwall tvingades lämna landet. Men parterna enades och den 1 maj 1851 gjordes en överenskommelse mellan Prytz och redaktörerna C.J. Lindskog och J.M. Winnerstedt om att bilda Handelstidningens Aktiebolag. Den 1 oktober 1852 blev redaktören S.A. Hedlund huvudredaktör och delägare i GHT, vilket han var fram till sin död den 16 september 1900.

### Göteborgsposten
I början av 1850, till ungefär mitten av 1851 gavs en tidning ut med namnet Göteborgsposten. Från 1859 började den återigen ges ut som halveckoblad, men från år 1860 kom den ut dagligen. Utgivningsbeviset för GP utfärdades för med. fil. kandidaten Karl Emil Nikolaus Lindberg, som dessutom var ansvarig utgivare åren 1858-1863. 
Därefter övertogs redaktörskapet 1863-1869 av bokhandlaren David Felix Bonnier, då tidningen utkom med två nummer i veckan – onsdag och lördag. Redaktörer under 1800-talet var därefter; filosofie doktor Otto Thulin 1870-1872, filosofie doktor Fredrik Åkerblom 1873-1893 och filosofie kandidat Carl Axel Stål 1893-1896. Tidningens upplaga var under det första utgivningsåret cirka 1 000 exemplar, en tredjedel av konkurrerande GHT.
Initialt var GP en högertidning, bland annat med den förre riksdagsmannen Paul Fritz Mengel som Stockholmkorrespondent under åren 1864–1896. I september 1896 övergick GP till ett nytt bolag och inriktningen ändrades till liberal.

### Göteborgs Aftonblad

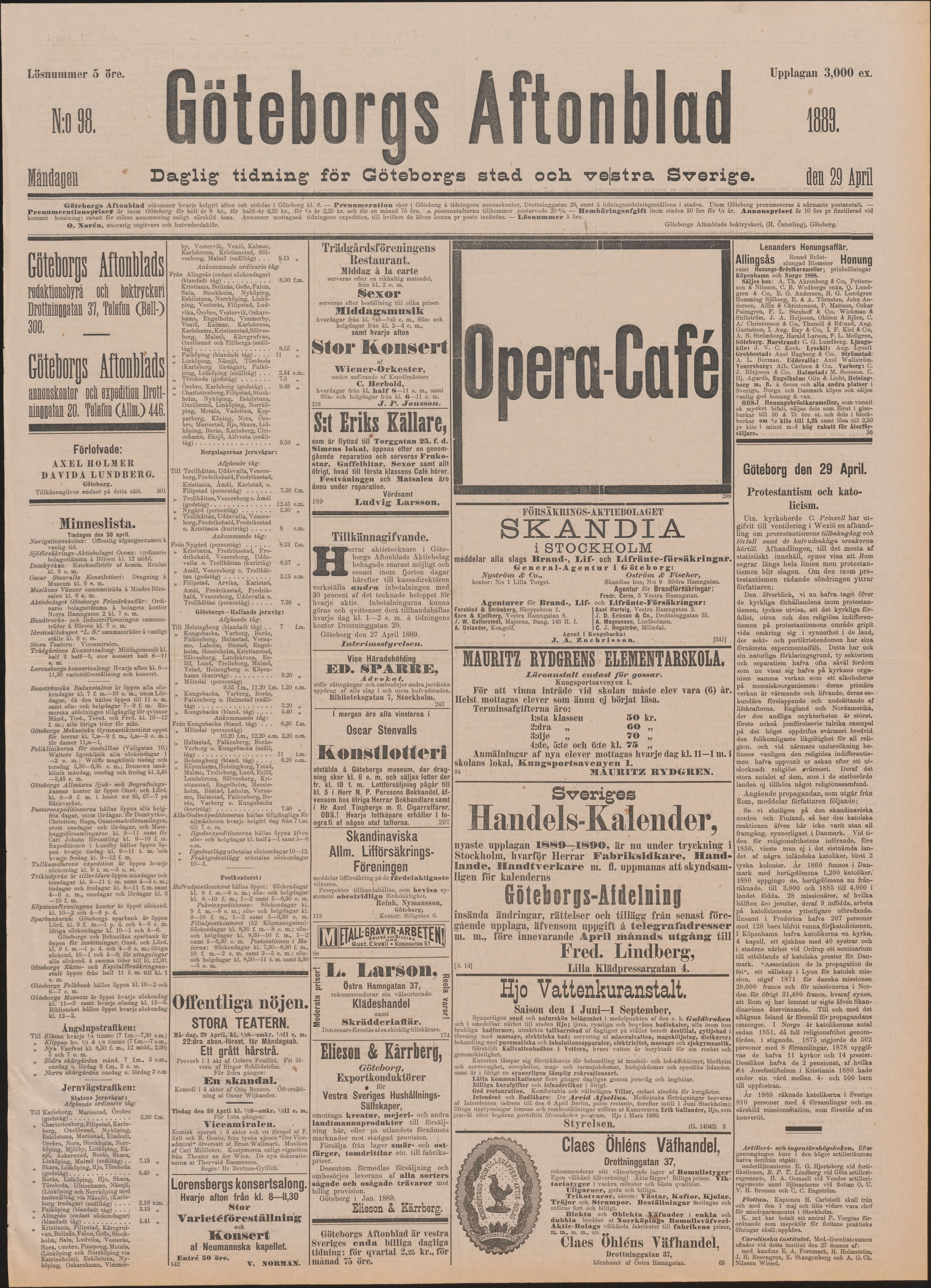
Göteborgs Aftonblad, 29 april 1889.

I slutet av 1888 började Göteborgs Aftonblad att ges ut vilket skulle vara en daglig tidning för Göteborgs stad och Vestra Sverige. Redaktör för tidningen var Oscar Norén som fyra år tidigare varit med och grundat Svenska Dagbladet. 1899 blev den organ för Fosterländska förbundet. Den konservativa tidningen bytte under perioden juni 1918 till 1923 namn till Göteborgs Dagblad för att sedan byta tillbaka. Tidningen lades ned 1926.

### Veckotidningar
Glunten, senare även Kurre Glunten och Kurre, var en skämtsam veckotidning som gavs ut i Göteborg, åren 1880–1892. Tidningen trycktes på samma tryckeri som Förposten och August Cederqvist var ansvarig utgivare för båda. 
Göteborgs weckoblad var en veckotidning som grundades 1875, som 1893 övergick i Göteborgs veckotidning, och som gavs ut ända till 1977.
Kring sekelskiftet, mellan perioden 24 oktober 1890 till 2 februari 1900 kom även Göteborgskuriren ut på fredagar.

## 1900-talet
Några år in på det nya seklet 1900 fanns det två morgontidningar i Göteborg: den liberala Göteborgsposten (GP) och den konservativa Göteborgs Morgonpost (GM). Utöver detta fanns det fem kvällstidningar (då ofta kallade aftontidningar): Den liberala Göteborgs Handels- och Sjöfarts-tidning (GHT), den konservativa Göteborgs Aftonblad, den socialistiska Ny Tid, den kommunistiska Arbetartidningen och den liberala Göteborgs-Tidningen (GT). Under en kort period, 1918 till 1923 gavs även tidningen Göteborgs dagblad ut.
Fram till 1930-talet dominerade GHT i Göteborg men därefter har det varit GP som varit den största och mest tongivande dagstidningen.

### Ny Tid
Tre år efter att Folkets Röst lades ned, började den socialistiska tidningen Ny Tid att ges ut i Göteborg med mottot "organ för klassmedveten arbetarerörelse". Ny Tid grundades den 24 mars 1892, först som en veckotidning med Fredrik Sterky som grundare och chefredaktör. 1898 blev Anders Lindblad ny chefredaktör och året därpå blev den en dagstidning som kom ut sex dagar i veckan. 1911 övertog Emil Rosén som chefredaktör och på 1920-talet utkom den sju dagar i veckan. Den 1 mars 1936 blev tidningen morgontidning, efter att dittills ha givits ut på eftermiddagar. Den 31 december 1963 upphörde den dagliga utgivningen, och detta datum anses ofta vara slutet för tidningen. Den 9 januari 1964 blev Ny Tid en veckotidning, med begränsat sidantal - det första numret med endast 12 sidor. Sexdagarstidningen kom den 26 januari 1965, vilket fortsatte till och med 14 juni 1966.

### Mindre socialistiska, kommunistiska och anarkistiska tidskrifter
Kring Järntorget fanns i början av 1900-talet ett antal tidningsredaktioner för olika vänstertidningar. Exempelvis den kommunistiska Minareten som hade sina lokaler vid Husargatan i Haga och som gavs ut mellan 1923 och 1936. På Första Långgatan fanns den syndikalistiska veckotidningen Arbetarekuriren (1926–1942) och på Fjärde Långgatan låg redaktionerna för de fackliga tidningarna Eldaren och Sjömannen. I de två senare debuterade för övrigt Harry Martinson som poet. Under åren 1918 till 1931 gavs den socialistiska dagstidningen Väst-Svenska Kuriren ut i Göteborg.

### Göteborgs Morgonpost
1896 hade den konservativa dagstidningen Morgon-Posten grundats som 1906 ändrade namn till Göteborgs Morgonpost. Tidningen grundades av delar av Göteborgspostens redaktion efter ägarskiftet då GP fått en liberal inriktning, och Morgonpostens förste redaktör var den tidigare GP-redaktören Fredrik Åkerblom. Bland medarbetarna kan nämnas Gustav Bellander och Aron Jonason.
Tidningen var framförallt inriktad på lokala nyheter och kommunal utveckling inom staden och Västsverige. År 1938 blev författaren Sanfrid Neander-Nilsson chefredaktör för tidningen. Han lät, i synnerhet under andra världskriget, sina sympatier för nazismen och fascismen prägla tidningen. Neander-Nilsson lämnade sin befattning den 1 oktober 1949 samtidigt som tidningens namn ändrades till Morgonposten. Den upphörde vid årsskiftet 1950/1951, då den fick en efterföljare i den likaledes konservativa Aftonposten vilken lades ned den 31 december 1956.

### Göteborgs-Tidningen
Göteborgstidningen (GT) kom till som ett svar på hotet från den planerade tidningen Middags-Posten, som påsfabrikören C J Johanson på Stampen fått utgivningsbevis för. Göteborgs Handels- och Sjöfartstidning bestämde sig då omgående för att ge ut en så kallad "billighetstidning", med journalister från GHT som de första skribenterna. Strategin lyckades och Middags-Posten försvann redan efter ett par månader.
Göteborgs-Tidningen kom ut första gången den 3 november 1902 med Carl Ramberg som chefredaktör, och trycktes på rosa papper fram till den 16 maj 1951. Tidningen profilerades initialt som en "daglig förmiddagstidning", men detta ändrades kring 1948 då GHT övergick till att bli morgontidning. Den 29 augusti 1915 kom det första söndagsnumret ut, och i maj 1928 utökades redaktionen till totalt sex personer. Tabloidformat infördes 1942. Göteborgs-Tidningen bytte namn till GT den 14 januari 1967. Den 22 september 1972 köpte GP Göteborgs-Tidningen. Mellan  januari 1990 och april 1995 var tidningen sammanslagen med skånska Kvällsposten, under namnet iDag.

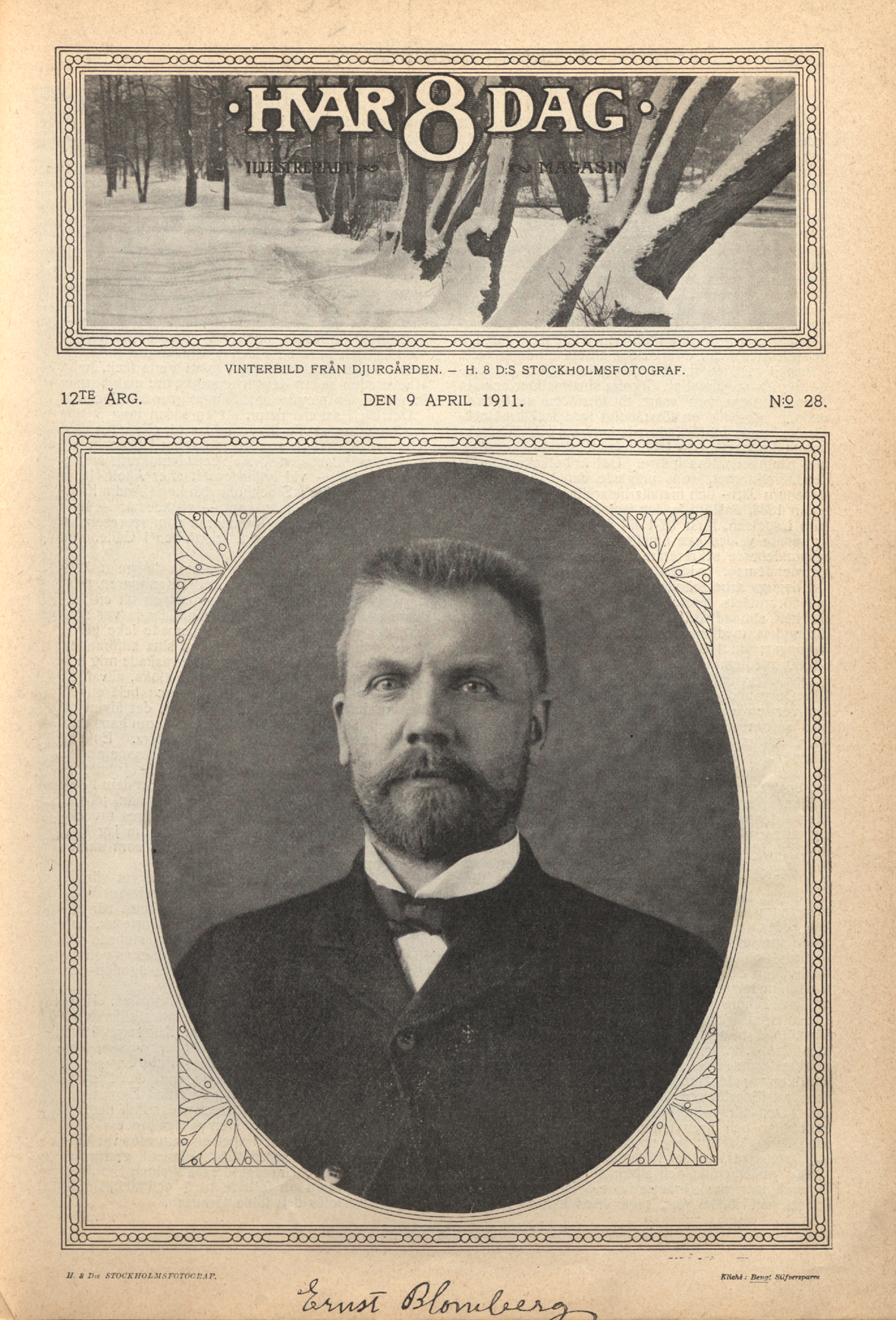
Ernst Blomgren på omslaget till Hvar 8 dag, 9 april 1911.

### Göteborgs-Posten
År 1904 inköptes GP av Edvard Alkman, som också blev dess huvudredaktör. Harry Hjörne tog över ägandeskap och redaktion den 29 april 1926. Först 1939 började tidningen ges ut sju dagar i veckan. Den 22 september 1972, köpte GP Göteborgs-Tidningen.

### Göteborgs Handels- och sjöfartstidning
Under chefredaktör S.A. Hedlund fick tidningen en liberal prägel. S.A. Hedlunds dog den 16 september 1900 och efterträddes då av sin brorson Henrik Hedlund, som innehade posten till 1917. Den mest kända chefredaktören var Torgny Segerstedt som tillträdde 1917 och ledde tidningen till sin död 1945. Segerstedt blev internationellt känd för sin kritik mot Hitler och Nazityskland, som han inledde redan 1933.

### Antisemitiska och nationalsocialistiska tidningar
Vidi gavs ut två dagar i veckan i Göteborg under perioden 1913–1931 och var ett så kallat boulevardblad, det vill säga en tidskrift som inte hade en prenumerationsstock utan enbart såldes som lösnummer. Ganska snart utvecklades Vidi till att bli en av de viktigaste antisemitiska organen i Sverige. Chefredaktör var Willy A:son Grebst som i tidningen förordade en tyskvänlig, konservativ politik. Det politiska budskapen blandades med kändisskvaller, satir och karikatyrer. Bland annat var tecknaren Gustaf Tenggren under flera år dess främste tecknare. När Barthold Lundén övertog redaktörskapet 1920 blev tidningen än mer tydligt antisemitisk och nazianstruken, och 1923 blev den Svenska antisemitiska föreningens huvudorgan.
1928 grundade Malte Welin Vest-Svenska Dagbladet, som gavs ut i Göteborg mellan juli 1928 och maj 1940. Den var först ett pressorgan för Högerpartiet men blev från början av 1930-talet nazistisk. 1933 startade Welin istället den nationalsocialistiska Svenska rikstidningen som gavs ut fram till 1937, och som var kopplad till Svenska Nationalsocialistiska Partiet.
Under perioden 1933 till juli 1938 producerades Den Svenske Nationalsocialisten, som var huvudorgan för Nationalsocialistiska arbetarepartiet, i Göteborg. Därefter producerades den i Stockholm.
Under åren 1935-1938 utgavs den nazistiska månadstidningen Nationell Socialism av Nationalsocialistiska arbetarepartiet och Nordisk ungdom. Redaktionen fanns först i Göteborg och senare i Stockholm. Redaktör var Per Dahlberg och redaktionssekreterare Bertil Brisman. Bland skribenterna förekom Sten Carlsson, Efraim Liljeqvist och Alf Åberg.

### Vecko- och månadstidningar
Utöver dags- och kvällstidningar gavs det under första halvan av 1900-talet ut ett antal veckotidningar. Bland annat kan nämnas Hvar 8 dag med undertiteln illustreradt magasin, som kom ut första gången 1 oktober 1899 och som under lång tid drevs av redaktören Hjalmar Bratt. Tidningen innehöll en blandning av aktuella nyhets-, kultur- och vetenskapsreportage från Sverige och världen, liksom biografiska artiklar och skönlitterära bidrag, och lade ett stort fokus på bildmaterial och underhållande texter. Bratt efterträddes 1931 av Erik Ljungberger som drev den fram till att den lades ned 1933. Bland tidningens medarbetare återfanns bland andra Erik Ljungberger, Signe Lagerlöw-Sandell, Ella Byström och Carl J. Kullenbergh.
Andra vecko- och söndagsblad var bland annat Handelstidningens Veckoblad (1858–1946), Extrabladet, Arbetarposten (1934-1960) och Arbetare-Kuriren (1926–1942).
Under denna period grundades också en mängd humortidskrifter i Göteborg men ingen av dessa blev speciellt långlivade.

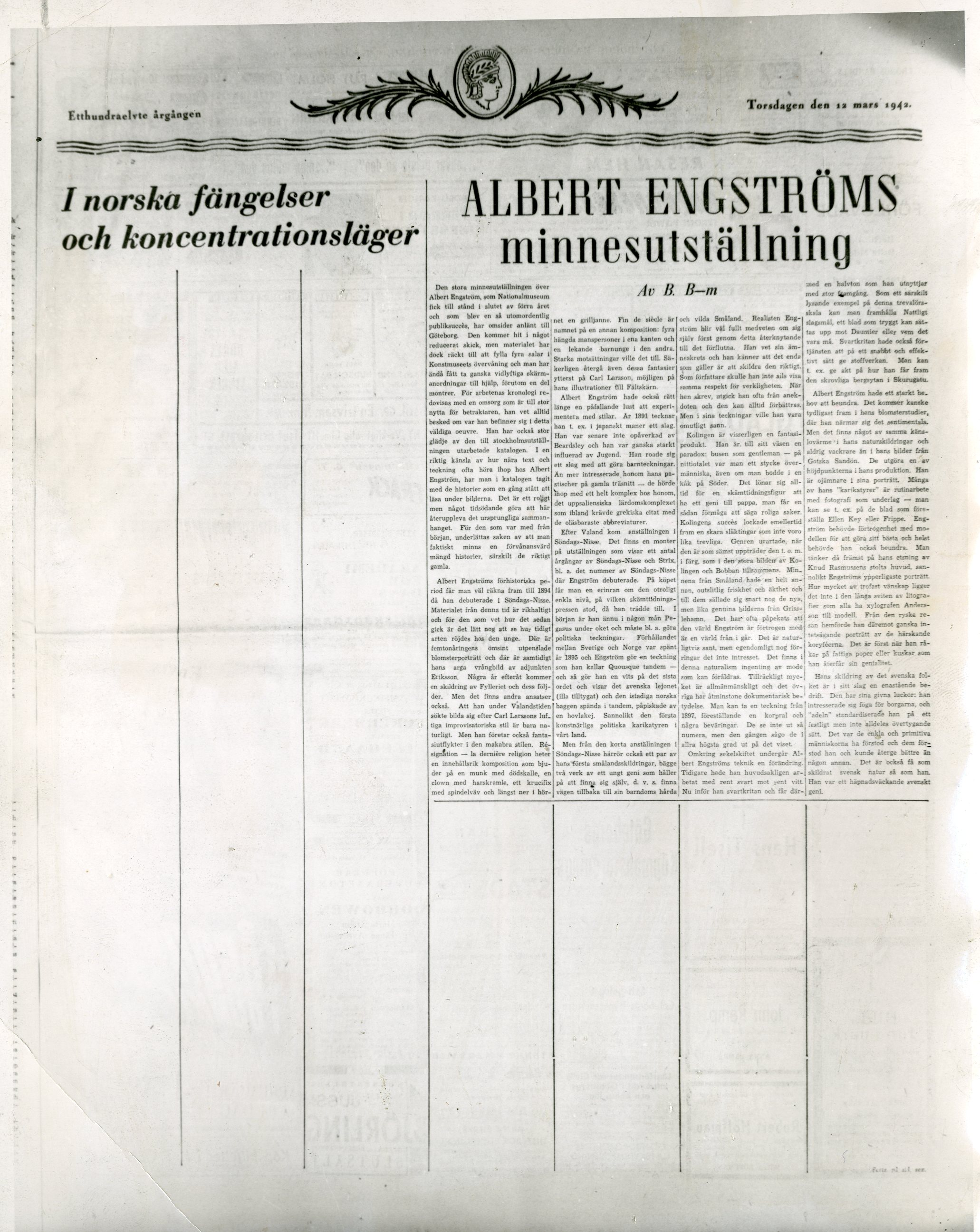
Göteborgs Handels- & Sjöfartstidning, 1942.

### Morgontidningen
Morgontidningen var en liberal dagstidning som gavs ut av GHT under åren 1932 till 1940. Den var förlustbringande och en av de främsta orsakerna till GHT-koncernens dåvarande ekonomiska svårigheter. 

### Arbetartidningen
Under åren 1929–1974 gavs Arbetartidningen ut i Göteborg, en dagstidning knuten till Sveriges kommunistiska parti, sedermera Vänsterpartiet kommunisterna. Åren 1974-1982 uppgick den i partiets huvudorgan Ny Dag, och bar titeln Arbetartidningen Ny Dag. 1981 började VPK i Göteborg att trycka en tidning som också hette Arbetartidningen och vars utgivning fortgick till 1992.

### Arbetet Väst
Arbetet Väst var den västsvenska editionen av Arbetet under åren 1966–2000, och gavs ut under flera olika titlar. Den 15 juni 1966 ersattes Ny Tid av Arbetet i Västsverige, så att dess prenumeranter fick Arbetet från detta datum. Liksom Ny Tid utkom tidningen som sexdagarstidning, måndag till lördag. Tryckningen gjordes fram till 1970 på Göteborgs Handels- och Sjöfartstidning och därefter i Malmö. Redaktionssekreterare var Bo Näslund. 1988 nåddes editionens rekordupplaga, 30 000 exemplar. 1 oktober 1991 bytte den namn till Arbetet Nyheterna. 1996 startades även söndagsutgivning, så tidningen kom ut varje dag. 3 november 1999 bytte tidningen namn igen, nu till Arbetet Ny Tid. Då modertidningen Arbetet gick i konkurs fick även Arbetet Ny Tid läggas ned. Den utkom med sitt sista nummer den 30 september 2000. Den siste redaktionschefen och tillförordnade ansvarige utgivaren var Johnny Stamming.

### Proletären

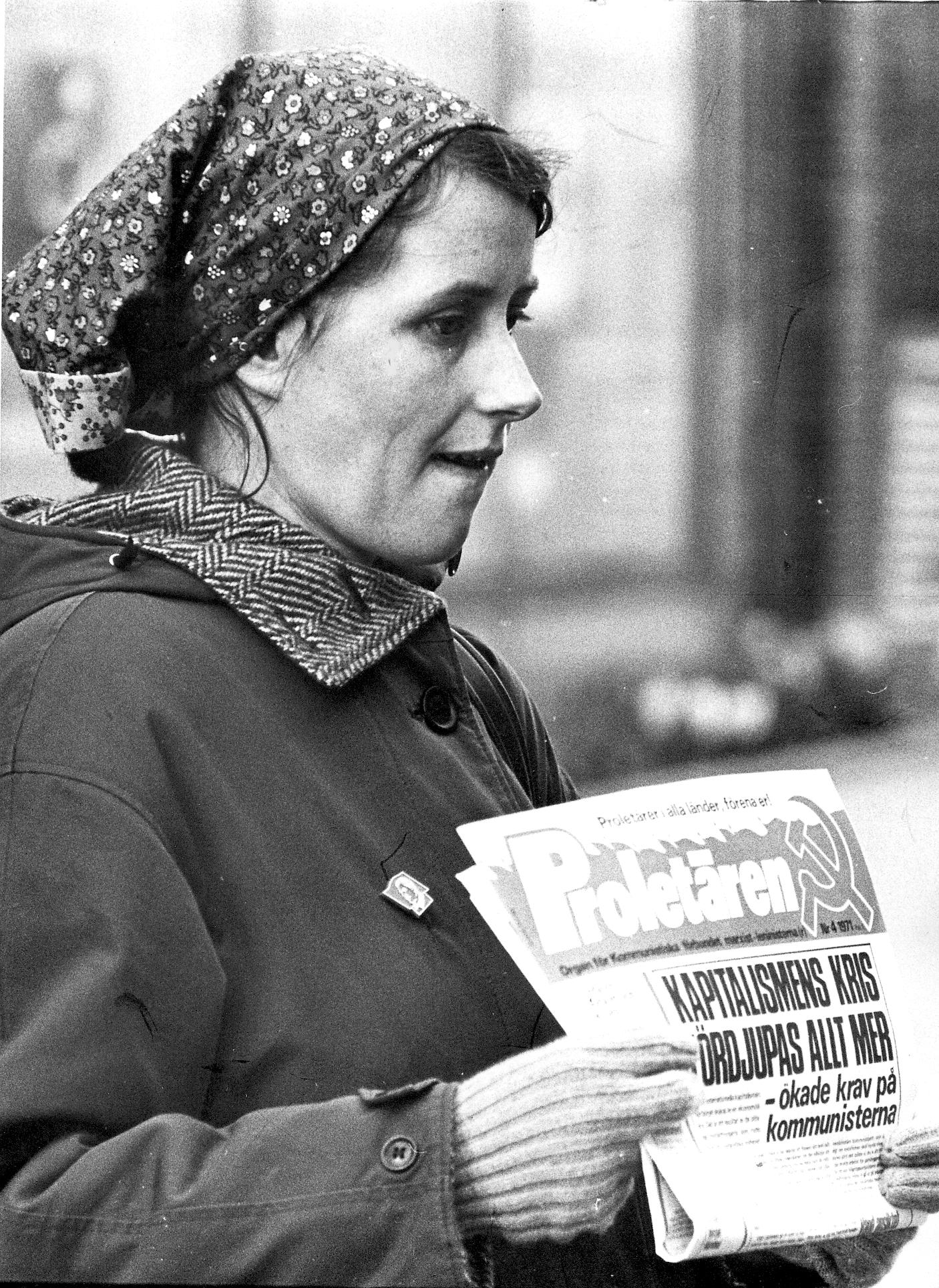
Proletären distribueras, utöver prenumeration, genom att medlemmar i Kommunistiska Partiet fungerar som kolportörer.

Proletären är en kommunistisk veckotidning och organ för Kommunistiska Partiet. Proletären grundades 1970 och ges fortfarande ut. Centralredaktionen är baserad i Göteborg. Tidningen är idag Sveriges största kommunistiska tidning med en prenumerationsupplaga på 3 100 exemplar i veckan (2017).Länge var Roger Gross chefredaktör och blev känd för sina krönikor skrivna under pseudonymen Notarius Publicus. Nuvarande chefredaktör är Jenny Tedjeza.

## 2000-talet
År 1998 etablerade sig gratistidningen Metro i Göteborg med en egen lokalredaktion, och 2004 lanserades annonsfria Göteborgs Fria Tidning. Tidningen gavs ut veckovis och på internet. Några av initiativtagarna var Martin Holmquist, Anton Andreasson och Madelene Axelsson. 2017 köptes Göteborgs Fria upp av ETC som snart lade ned den. I september 2006 gavs gratistidningen City Göteborg ut för första gången, en tidning som funnits i Stockholm sedan 2002. En månad därefter lanserade Schibsted gratistidningen Punkt se - men båda dessa tidningar lades ner samma år. 
Under åren 1998–2000 verkade Jemi förlag i Göteborg som gav ut ett antal serietidningar, bland annat Kapten Stofil. När förlaget lades ned togs utgivningen av Kapten Stofil över av förlaget Skadeglatt Leende som drev den fram till år 2010.  
År 2000 lanserades fotbollsmagasinet Offside, ett pocketmagasin som kommer ut sex gånger per år och ges ut av Offside Press i Göteborg. Offside Press startades av Mattias Göransson och Tobias Regnell och i mars 2008 började de även att ge ut tidskriften Filter.
År 2015 började Direktpress att ge ut fem editioner av papperstidningen GöteborgDirekt; Majorna-Linné, Frölunda-Högsbo, Hisingen, Angred-östra Göteborg och Askim-norra Halland. Gratistidningen kommer ut en gång i veckan och dels ut till alla hushåll. I övrigt driver de en nyhetssajt på webben och fokus ligger nästan helt på lokal journalistik.
År 2019 meddelade Dagens-Nyheter att de för första gången ska börja driva en Göteborgsredaktion.

### Göteborgs-Posten
År 1995 lanserades GP.se på Internet och år 2004 gick Göteborgs-Posten slutligen helt över till tabloidformat, efter att stegvis ha infört detta på olika delar och bilagor.
Under 2000-talet har Göteborgs-Posten utvecklats till en tidningskoncern under namnet Stampen-Gruppen. Genom aggressiv förvärvsexpansion spred sig koncernen längs hela den svenska Västkusten och stora delar av Mälardalen. Det första steget i denna riktning skedde när Stampen år 2004 tillsammans med Nya Lidköpings-Tidningen, Länsförsäkringar Bergslagen och delar av släkten Pers lade ett bud på börsnoterade VLT-koncernen. Men alla förvärven som gjorde 2005–2012 ledde istället till skuldsättning och den 23 maj 2016 ansökte tidningskoncernen Stampen om företagsrekonstruktion. GP räddades genom att Stena Finans AB tillsammans med flera andra investerare gick in med 81 miljoner kronor i koncernen.
I april 2019 meddelades att nybildade PNV Media köpte majoriteten i Stampen Media, där GP och flera andra västsvenska tidningar ingår, för cirka 160 miljoner kronor. PNV Media består till 70% av norska Polaris Media, som har Schibsted som största ägare; till 20% av svenska NWT och till 10% av svenska VK Media, vilket framförallt är den stiftelseägda Västerbottens-Kuriren. Familjen Hjörne finns fortfarande kvar i Stampen, men numera som en  minoritetsägare.
Under 2000-talet har GP fortsatt vara den största papperstidningen i Göteborg. 2019 hade papperstidningen cirka 296 000 läsare per vecka. GP.se egna siffror anger att de i augusti 2019 i genomsnitt hade ungefär 377 000 unika webbläsare i veckan.

### GT
År 1995 återuppstod GT som separat tidning för att 1998 köpas upp av Expressen, men fortsatte som en lokaledition, med en liten Göteborgsredaktion. Mellan 2006 och 2007 samarbetade GT med gratistidningen City Göteborg, bland annat med en gemensam webbtidning. År 2019 hade GT:s pappersupplaga cirka 96 000 läsare per vecka. GT:s webbtidning finns som en underkategori till expressen.se, och själva hävdade de i maj 2019 att de är den mest lästa Göteborgstidningen på nätet med 451 000 läsare per vecka.

### Dagens Nyheter
I september 2019 startade Dagens Nyheter en redaktion på fem reportrar i Göteborg, som ska jobba med lokaljournalistik tillsammans med en reporter och en planerande nyhetschef placerade i Stockholm.